# Daniel Beichler
Daniel Beichler (Graz, 13 ottobre 1988) è un ex calciatore austriaco, di ruolo centrocampista.

## Carriera

### Club
Nella stagione 2006-2007 passa in prestito alla Reggina, senza disputare alcuna partita nella massima serie italiana.
Nella stagione 2009-2010 conquista la Coppa d'Austria con lo Sturm Graz. Ceduto all'Hertha Berlino, nel 2011 si trasferisce in prestito al San Gallo, nella Super League svizzera. Con i sangallesi a fine stagione retrocede in Challenge League.

### Nazionale
Conta 5 presenze con la nazionale maggiore austriaca.

## Statistiche

### Cronologia presenze e reti in nazionale
| Cronologia completa delle presenze e delle reti in nazionale ― Austria | Cronologia completa delle presenze e delle reti in nazionale ― Austria | Cronologia completa delle presenze e delle reti in nazionale ― Austria | Cronologia completa delle presenze e delle reti in nazionale ― Austria | Cronologia completa delle presenze e delle reti in nazionale ― Austria | Cronologia completa delle presenze e delle reti in nazionale ― Austria | Cronologia completa delle presenze e delle reti in nazionale ― Austria | Cronologia completa delle presenze e delle reti in nazionale ― Austria |
| Data                                                                   | Città                                                                  | In casa                                                                | Risultato                                                              | Ospiti                                                                 | Competizione                                                           | Reti                                                                   | Note                                                                   |
| ---------------------------------------------------------------------- | ---------------------------------------------------------------------- | ---------------------------------------------------------------------- | ---------------------------------------------------------------------- | ---------------------------------------------------------------------- | ---------------------------------------------------------------------- | ---------------------------------------------------------------------- | ---------------------------------------------------------------------- |
| 1-4-2009                                                               | Klagenfurt                                                             | Austria                                                                | 2 – 1                                                                  | Romania                                                                | Qual. Mondiali 2010                                                    | -                                                                      | 78’                                                                    |
| 5-9-2009                                                               | Graz                                                                   | Austria                                                                | 3 – 1                                                                  | Fær Øer                                                                | Qual. Mondiali 2010                                                    | -                                                                      | 80’                                                                    |
| 9-9-2009                                                               | Bucarest                                                               | Romania                                                                | 1 – 1                                                                  | Austria                                                                | Qual. Mondiali 2010                                                    | -                                                                      | 72’                                                                    |
| 10-10-2009                                                             | Innsbruck                                                              | Austria                                                                | 2 – 1                                                                  | Lituania                                                               | Qual. Mondiali 2010                                                    | -                                                                      | 57’                                                                    |
| 3-3-2010                                                               | Vienna                                                                 | Austria                                                                | 2 – 1                                                                  | Danimarca                                                              | Amichevole                                                             | -                                                                      | 89’                                                                    |
| Totale                                                                 |                                                                        | Presenze                                                               | 5                                                                      |                                                                        | Reti                                                                   | 0                                                                      |                                                                        |

## Palmarès

### Club

#### Competizioni nazionali
- Coppa d'Austria: 1

Sturm Graz: 2009-2010